# Знаменск (Астраханска област)
Вижте пояснителната страница за други значения на Знаменск.
Знаменск (на руски: Зна́менск) е град в Русия, Астраханска област от типа ЗАТО.
Населението му към 1 януари 2018 година е 26 927 души.

## История
Градът е основан през 1948 година, бил е създаден за ракетчиците, обслужващи полигона Капустин Яр. Носил е името Капустин Яр-1.
Обявен е за град през 1962 година.

## Образование
В града има 21 детски градини, 6 средни училища, спортен комплекс, филиал на Астраханския педагогически институт.